# Інокентій I
Святи́й Інокентій I (лат. Ayastasius; 11 березня 378, Альбано-Лаціале — 12 березня 417, Рим) — сороковий папа Римський (21 грудня 401—12 березня 417). Його батьком вважається Інокентій з Альбано. Святий Ієронім стверджував, що його батьком був папа Римський Анастасій I. Під час його понтифікату розпадається Західна Римська імперія та Рим сплюндровують західні готи під проводом Аларіха I у 410 році.
У своїх листах до єпископів Вітріція з Руана, Ексуперія з Тулузи та Децентія з Ґуббіо та іншим стає зрозуміло, наскільки він старався для створення єдиної церкви та збереження церковної дисципліни. Заснував вікаріат у Салоніках.
Його пам'ять відзначається 12 березня.